# Honda Crossroad
La Honda Crossroad è un'autovettura prodotta dalla casa automobilistica giapponese Honda a partire dal 2007 al 2010. 
Il nome Crossroad è stato utilizzato negli anni 90 su un fuoristrada realizzato su base Land Rover Discovery venduto in Giappone tra il 1993 e il 1998.

## Contesto e origini

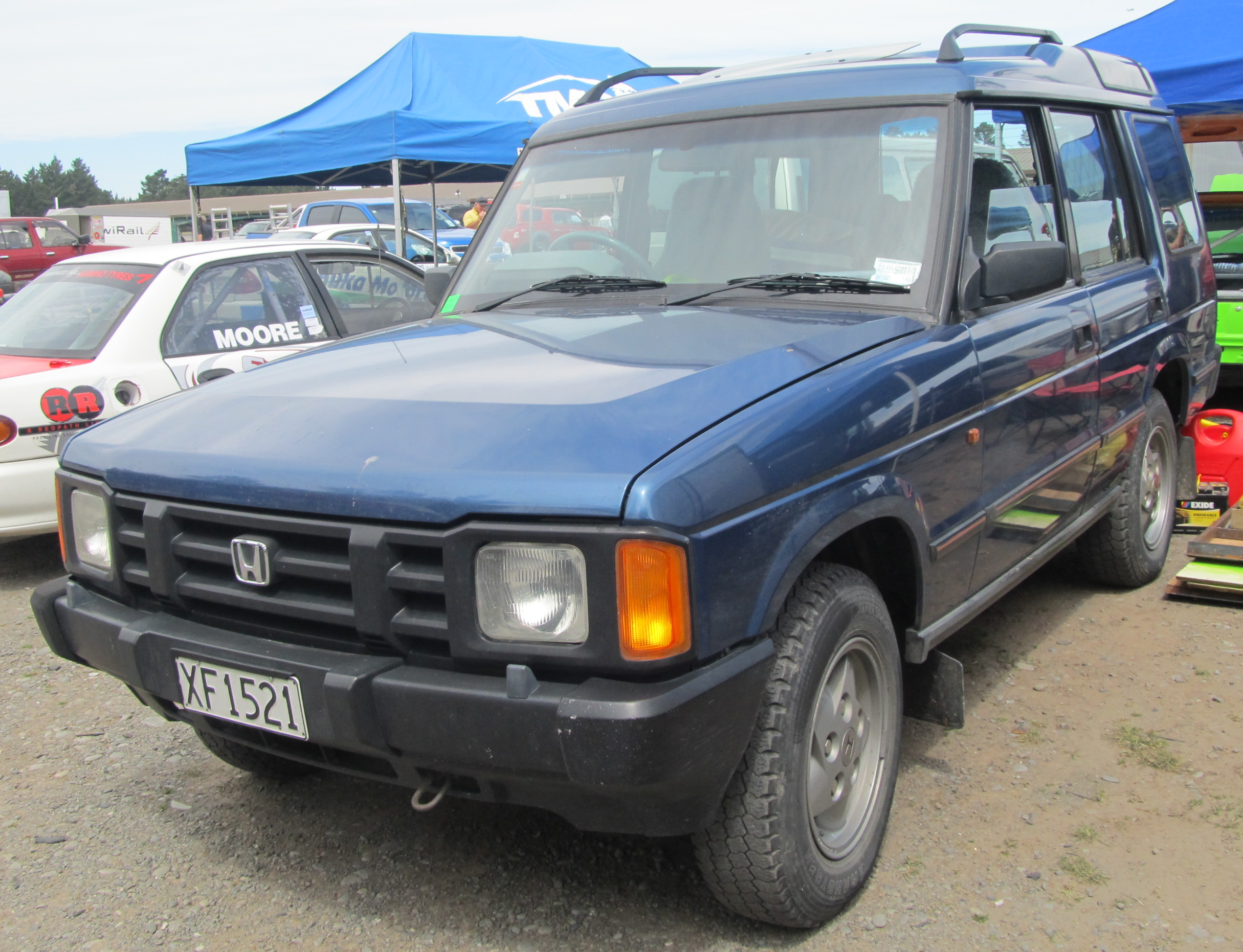
Honda Crossroad del 1994

La Crossroad fu commercializzata in Giappone dall'ottobre 1993 fino al 1998, nell'ambito della joint venture che esisteva all'epoca tra il gruppo Rover e l'azienda nipponica.
La Crossroad era essenzialmente una Land Rover Discovery rimarchiata, riprendendone da quest'ultima telaio, carrozzeria, meccanica e motorizzazioni. Come la anche per la Discovery, La Crossroad soffriva degli stessi problemi di affidabilità. Tant'è che nel 1997, Honda emise un richiamo ufficiale su consiglio del Ministero dei Trasporti giapponese a causa di un meccanismo di bloccaggio malfunzionante della portiera anteriore lato guidatore che poteva aprirsi durante la guida. Circa 4754 veicoli costruiti dal luglio 1995 al dicembre 1996 sono stati interessati dal richiamo.

## Descrizione

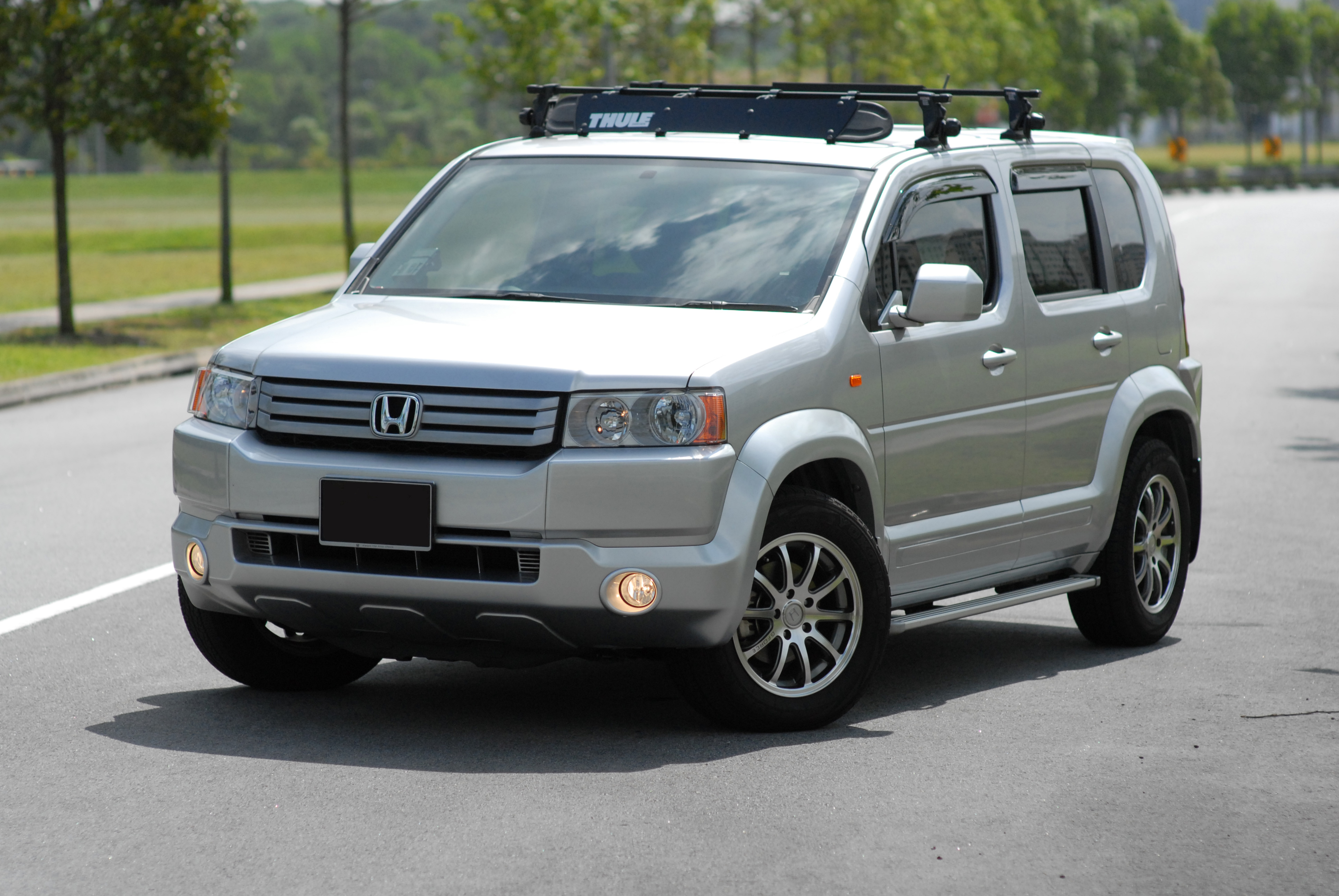
Honda Crossroad del 2007

Nel febbraio 2007 il nome Crossroad è stato riutilizzato nuovamente, questa volta però su si un SUV per il mercato giapponese internamente progettato e prodotto dalla Honda. Il veicolo combina il design esterno di un SUV con le dimensioni di un'auto compatta e la abitabilità di un monovolume, con 3 file di sedili e 7 posti.
Sotto il cofano, la Crossroad era spinta da due motori VTEC a 4 cilindri in linea da 1,8 e 2,0 litri di cilindrata. Entrambi erano accoppiati all'unica trasmissione disponibile, un automatico a 5 marce. La vettura era dotata del sistema AWD di Honda, appositamente rivisto per la Crossroad, che funzionava in combinazione con il controllo della stabilità e della trazione e ABS. Per la prima volta in una Honda, la Crossroad era dotato del Hill-Start Assist che mantiene temporaneamente la premuto il freno di stazionamento dopo che il pedale del freno viene rilasciato quando si parte su di una salita. In condizioni di guida normali, il Crossroad la trazione è solo anteriore.
Il 25 agosto 2010 Honda ha annunciato tramite il proprio sito ufficiale giapponese, l'interruzione delle vendite della vettura.